# Solapur
Solapur o Solapur (marathi : सोलापुर, Solapur = Setze pobles) és una ciutat i corporació municipal de Maharashtra, capital del districte de Solapur. Consta al cens del 1971 amb 398.361 habitants i al de 2001 amb una població de 873.037 habitants. La població el 1881 era de 61.281, el 1891 de 61.915 i el 1901 de 75.288 habitants. La fortalesa està a la part sud-oest de la ciutat vella i hauria estat fundada per Hasan Gangu, fundador de la dinastia bahmànida, després del 1347. L'edifici tradicional principal és el Ripon Hall. Hi va haver un campament militar britànic però fou traslladat abans del final del segle xix.

## Història
Fundada per Hasan Gangu dels bahmànides entorn del 1347, a la dissolució del sultanat va quedar en mans de Zain Khan; però durant la minoria d'edat del seu fill fou assetjada el 1511 per Kamal Khan, que la va annexionar amb els districtes propers al sultanat de Bijapur. El 1523 Solapur va formar part de la dot que Ismail Adil Shah va donar a la seva germana quan es va casar amb el sultà d'Ahmednagar; però finalment no fou entregada i va començar a ser objecte de disputa durant quaranta anys fin que finalment fou concedida a Bijapur com a dot de la princesa Chand Bibi (una princesa d'Ahmenagar) el 1562. El 1668, pel tractat d'Agra, Solapur fou transferida per Bijapur als mogols. El 1724 va quedar en mans del nizam d'Hyderabad al mateix temps que Ramchandra Pant, el líder maratha, retirava la seva fidelitat als mogols. El 1795 fou cedida pel nizam als marathes després de la batalla de Kharda. El 1818 fou assetjada i assaltada pel general Munro. En endavant va guanyar importància per la seva posició entre Poona i Hyderabad, i el 1838 va esdevenir capital de districte i el 1853 es va constituir la municipalitat; especialment va créixer i prosperar després de 1859 amb l'obertura del ferrocarril. Del 9 a l'11 de maig de 1930 les manifestacions antibritàniques van deixar la ciutat sota el control del Partit del Congrés.